# Lacanobia obscura
Lacanobia obscura är en fjärilsart som beskrevs av Arnold Spuler 1905. Lacanobia obscura ingår i släktet Lacanobia och familjen nattflyn. Inga underarter finns listade i Catalogue of Life.